# Anna Maria Tatò
Anna Maria Tatò (Barletta, 19 aprile 1940 – Roma, 3 giugno 2022) è stata una regista italiana.

## Biografia
Firmò sei regie tra il 1978 e il 1997. Il suo film documentario Marcello Mastroianni - Mi ricordo, sì, io mi ricordo, omaggio al suo compagno Marcello Mastroianni, fu presentato nella sezione Un Certain Regard al Festival di Cannes 1997 in edizione ridotta e poi alla Mostra del Cinema di Venezia il 29 agosto 1997 in edizione integrale (198 minuti). In quell'occasione fu istituito il premio Marcello Mastroianni per il miglior attore o attrice rivelazione. La Mostra - diretta da Felice Laudadio - dedicò al grande attore il manifesto di quella edizione, la 54.a, utilizzando un fotogramma della sequenza finale de La dolce vita di Federico Fellini.
Anna Maria Tatò è morta dopo una breve malattia il 3 giugno 2022 a Roma, città in cui il giorno dopo si sono svolti i funerali.

## Filmografia
- Le serpentine d'oro - cortometraggio (1978)
- Doppio sogno dei Sigg. X (1980)
- Desiderio (1983)
- L'addio a Enrico Berlinguer - documentario collettivo (1984)
- La notte e il momento (1995)
- Marcello Mastroianni - Mi ricordo, sì, io mi ricordo - documentario (1997)